# Jihan Fahira
Jihan Fahira, née le 6 janvier 1978 à Jakarta, est un mannequin et une actrice indonésienne. Elle n'a que quinze ans en 1993 quand elle obtient sa première couverture de magazine.

## Télévision
- Lain Sendiri
- Tersanjung 4
- Tersanjung 5
- Dua Dunia
- Melati
- Doaku Harapanku 1
- Tersayang
- Pena Asmara
- Sang Pencinta
- Kalau Cinta Jangan Marah
- Juky
- Metropolis 1
- Metropolis 2
- Jingga
- Pilihanku
- Perkawinan Sedarah
- Kepala Keluarga
- Bule Masuk Kampung 2
- Mukjizat Allah
- Naina
- Buku Harian Baim
- Mata Air Surga
- Aliya
- Karunia
- Asmara dan Cinta
- Magic
- Anak-Anak Manusia